# El cortesano
El cortesano (en italiano: Il Cortegiano) fue escrito por el humanista italiano Baldassare Castiglione. Publicada por la Imprenta Aldina en Venecia en 1528, fue traducido al castellano en 1534 por Juan Boscán.
Junto con La civil conversazione (1574) de Stefano Guazzo y Il Galateo, overo de' costumi (1558), de Giovanni Della Casa, es considerada una de las obras más significativas del Renacimiento italiano.
La obra es fundamental, porque marca el inicio de la prosa artística en castellano. Antes de hablar del traductor, hablamos del autor porque es muy importante:
Autor italiano que  nació en 1478 en Mantua, Italia y murió en Toledo 1529. Trabajó como embajador en la corte de Urbino y se le envió a Madrid como embajador del Papa en 1524. En 1527 se saquea la ciudad de Roma por Carlos V. Esto marca su vida. 
¿Qué es el cortesano? Es la obra maestra de una obra de toda una vida, un trabajo de casi veinte años que su autor rehízo varias veces para adecuarla a los cambios literarios, políticos y sociales. La obra se imprimió en Venecia en la primavera de 1528, estando su autor en España, y pronto gozó de una enorme resonancia en el resto de Europa, porque el libro fue considerado enseguida como el manual del nuevo modelo cortesano.
El Cortesano emplea el género del diálogo, muy importante durante el Renacimiento italiano. El diálogo implica más de un interlocutor, exalta la conversación y se expresan puntos de vista diferentes. En la obra, que se desarrolla en la corte de Urbino,  el cortesano es el hombre de corte y la obra busca dibujar la figura del cortesano perfecto. Y son cuatro personas las que intentan dibujar la figura de cortesano perfecto. 
¿Qué define a un cortesano perfecto?
- Importancia de las letras, el cortesano tiene las dos facetas: armas y letras.
- Su refinamiento desde el punto de vista de su formación: sabe de música, arte, sabe componer versos, etc.
- Es una persona que sabe conversar con ingenio y figura.
- Una formación perfecta y también un comportamiento perfecto en el ámbito social (saber comportarse en la corte);
- Lo que define su comportamiento es la “sprezzatura”. Es saber hacer todo con soltura pero que no se vea todo el esfuerzo que le ha costado llegar a eso. Tiene que parecer que todo le viene de manera natural. Se compara con llevar maquillaje pero que no se note.
- El cortesano es un ideal pero también refleja los problemas de la época.
- En cuanto a la lengua también es interesante en la obra: la obra se escribe originalmente en italiano se crea un debate sobre la lengua hay quien defiende los arcaísmos, los préstamos, etc. y otros que defienden la lengua que se usa.
- Se considera que la amistad proviene de la inclinación de las estrellas, es decir, que nace por afinidad.
- La idea de la virtud. Aunque se dice que la virtud no es suficiente si la opinión ajena no es positiva. 
Uno tiene que ser bueno y también aparentarlo. Tiene que causar buena impresión.
El tercer libro se dirige a la dama de palacio (las mujeres). Se le otorga igualdad en cuanto al hombre en cuanto a la importancia de su refinamiento desde el punto de vista de su formación: sabe de música, arte, sabe componer versos… Y también tiene que ser recatada por su función en el linaje y la maternidad no puede ponerse en juicio, debe contenerse (no puede haber dudas de que es legítima). Aparte de la función de reproducirse también es importante su formación. 
El último libro trata sobre el príncipe y habla de la fortuna. 
El fin de la obra es inclinar y traer a su príncipe (gobernador) al bien y apartarle del mal. Este es el objetivo del cortesano.
Se mencionan otros objetivos como: la ignorancia y presunción de los príncipes, los males del gobernar, el uso de la fuerza y la soberbia. Se dice que el príncipe debería representar el difícil camino de la virtud. 
Juan Boscan (1487-1542)
En 1534,El cortesano fue traducido al castellano por Juan Boscán  a instancias de su amigo Garcilaso de la Vega. Es posible que Boscán y Garcilaso se encontrasen con Castiglione en España, quizás entre el séquito que acompañó a Carlos V en Granada tras su boda en 1526. Esta circunstancia providencial dio lugar a la revolución italianizante de la poesía lírica española en el Renacimiento. En un paseo por los jardines del Generalife, el embajador veneciano Andrea Navagero instará al poeta Boscán a que pruebe a adoptar "en lengua castellana otras clases de trovas usadas por los buenos autores de Italia". A la empresa se unirá pronto Garcilaso quien consolidará definitivamente la innovación e instigará a su amigo a la traducción del Libro del Cortegiano.
El traductor es Juan Boscan es un poeta español hijo de una familia de Barcelona, entró en la corte de los Reyes Católicos y luchó en el ejército de Fernando el católico. Luego dejó las armas y viajó por Italia, fue preceptor del Duque de Alba y luego, en la corte de Carlos V, se hizo amigo de Garcilaso de la Vega. La obra del cortesano la tradujo animado por el embajador Veneciano. Uno de los elementos que caracteriza a los hombres de la época es el viaje y el conocer otras cortes.
Cuando muere Garcilaso en 1536, Boscán empieza a recoger su obra, pero no la acaba entera ya que muere antes. Después la viuda de Boscan recoge sus obras y las de Garcilaso. “El cortesano” alcanzó un gran éxito, atrayendo a lectores como Carlos V, Fernando de Rojas, Diego Hurtado de Mendoza entre otros. Se hicieron 17 ediciones en la época, un número considerable. Queda en duda en qué medida fue una traducción de Boscán o también era de Garcilaso.
El estilo de la traducción responde al natural estilo original, y marca el comienzo de la prosa artística en castellano. 
Se analizó la técnica y el procedimiento en la traducción y las dedicatorias a Doña Jerónima (familiar de Boscán).
Se ha hablado también de la libertad con la que desarrolla la traducción y sobre la elegancia y naturalidad del estilo. Se señala el rechazo de los latinismos por parte de Boscán, en la búsqueda de un castellano más natural, el sentido de la responsabilidad del traductor, etc.
Se menciona la relación de Boscán con la tradición alfonsí, es decir, con la escuela de Toledo y Alfonso el Sabio. 
Aquí el autor habla de cómo empieza a traducir la obra. Alaba la calidad de escritura del autor, como los recursos que utiliza el autor. Su traducción tiene la finalidad de que el lector lo aproveche. Dice que le daba pena que los hombres de nuestra nación no aprovechasen este libro tan bueno y por ello lo traduce para que lo puedan leer. 
Otras razones le empujaban a no hacerlo: la opinión que tiene sobre la traducción. Le parece de gente de poca formación el estar arromanzando libros. Incluso si se hace bien, es una actividad que no se aprecia. Mucho más cuando las traducciones están mal hechas. 
Cuenta una anécdota de un libro en el que se busca a Valerio Romano, un historiador pero de lo mal que esta traducido no encuentra el nombre en ningún lado.
Aunque traducir este libro no es arromanzar (el usa esta palabra con desprecio), si no pasar de una lengua de prestigio a una quizá tan buena. Dice que el castellano está cobrando valor. 
Por otro lado, explica porque el criticando la traducción acaba traduciendo. Es porque le gusta mucho el libro.  Y porque doña jerónima le anima.
Utiliza la palabra “estragar”. El estropear la obra traduciéndola. Dice que el no ha estragado la obra porque estaba destinado a traducirlo. 
Tiene miedo de que la traducción no suene bien, también culturalmente hablando. 
Se disculpa por los errores que pueda tener, pero el libro es tan bueno que se compensará. 
El objetivo del libro: 
- Enseñar la figura del cortesano perfecto.
- Intentar plasmar correctamente el original.
- Dar como ofrenda a Jerónima.
- Ensalzar a Jerónima que representa la perfecta dama.
- Profundizar en materias científicas y filosóficas  y mezclarlas con las de gala y difundirlas.
- Ennoblecimiento del castellano sin latinismos, una lengua que sea natural.